# Taratai
Taratai ist ein Ort mit einer Landfläche von 0,28 km² im Nordosten des Tarawa-Atolls in den zum Inselstaat Kiribati gehörenden Gilbertinseln im Pazifischen Ozean. 2020 hatte der Ort 276 Einwohner.

## Geographie
Taratai liegt südöstlich von Tebangaroi auf dem nordöstlichen Arm des Atolls von Tarawa. Der nächste Ort im Südosten ist Notoue. Es gibt ein Versammlungshaus und eine Kirche. Nördlich des Ortes befindet sich ein tiefer Einschnitt in die Riffkrone, der von der Verbindungsstraße auf einem Damm überquert wird.

## Klima
Das Klima ist tropisch heiß, wird jedoch von ständig wehenden Winden gemäßigt. Ebenso wie die anderen Orte des Tarawa-Atolls wird Taratai gelegentlich von Zyklonen heimgesucht.